# 里约—尼泰罗伊大桥
里约－尼泰罗伊大桥（Ponte Rio-Niterói）是一条位於巴西里约热内卢州的跨海大桥，连接里约热内卢和尼泰罗伊，是目前为止南半球最长和全球第六长的预应力混凝土桥梁。于1974年3月4日落成。